# Confédération Mondiale des Sports de Boules
La Fédération Mondiale de Boules & Pétanque (FMBP) (in inglese World Petanque & Bowls Federation (WPBF), fino al 2020 Confédération Mondiale des Sports de Boules (CMSB)) è la federazione sportiva internazionale che governa lo sport delle bocce. Riconosciuta dal CIO nel 1986, è membro di ARISF, IWGA e GAISF.
Ha sede a Prilly, in Svizzera.

## Storia
Fondata il 21 dicembre 1985, a Monaco, dalla fusione di CBI (Confederazione Boccistica Internazionale), FIB (Fédération Internationale de Boules) e FIPJP (Fédération Internationale de Pétanque et Jeu Provençal), il suo obbiettivo è stato fin dall'inizio quello di spingere il CIO a promuovere le bocce a disciplina delle Olimpiadi estive.

## Discipline
- Raffa: Confederazione Boccistica Internazionale (CBI)
- Volo (o boule lyonnaise): Fédération Internationale de Boules (FIB)
- Pétanque: Fédération Internationale de Pétanque et Jeu Provençal (FIPJP)

## Campionati mondiali
- Campionati mondiali di bocce (World Bowls Championship)
- Campionati mondiali di pétanque (Pétanque World Championships)